# Coalition avenir Québec
Pour les articles homonymes, voir CAQ.
Ne doit pas être confondu avec Gouvernement François Legault.
La Coalition avenir Québec (CAQ, /kak/) est un parti politique québécois. Ayant actuellement 86 sièges à l'Assemblée nationale, la CAQ forme un gouvernement majoritaire depuis les élections générales québécoises du 1er octobre 2018. Son chef, François Legault, est l'actuel premier ministre du Québec. Les sympathisants de la CAQ sont appelés caquistes.
La Coalition avenir Québec est fondée en février 2011 par un groupe de personnalités dirigé par l'homme d'affaires et ancien ministre péquiste François Legault et le lobbyiste Charles Sirois. La CAQ est reconnue comme un parti politique le 14 novembre 2011. Le 14 février 2012, elle absorbe l'Action démocratique du Québec. La CAQ fait son entrée à l'Assemblée nationale comme deuxième opposition à la suite des élections générales québécoises de 2012. Elle restera deuxième opposition à la suite de l'élection de 2014.
L'effondrement de l'appui aux partis dits « traditionnels » aux élections générales québécoises de 2018 porte la CAQ au pouvoir avec 37,42 % des suffrages et 74 sièges à l'Assemblée nationale. Il s'agit de la première fois depuis 1970 qu'un parti politique autre que le Parti libéral du Québec ou le Parti québécois détient une majorité de sièges à l'Assemblée nationale.
Décrite comme de centre droit, la CAQ défend plusieurs positions héritées de l'Action démocratique du Québec, notamment l'autonomisme québécois et le libéralisme économique. Sur le plan constitutionnel, le chef François Legault s'est prononcé ouvertement contre la souveraineté du Québec et, bien qu'il rejette « l'étiquette fédéraliste », le parti souhaite officiellement une « réconciliation durable avec le reste du Canada ». Depuis son élection, le gouvernement François Legault a notamment aboli les commissions scolaires francophones, a adopté la Loi sur la laïcité de l'État ainsi que la Loi sur la langue officielle et commune du Québec, le français, et réduit les seuils d'immigration permanente. En éducation, la CAQ souhaite établir la prématernelle à 4 ans, l'éducation obligatoire jusqu'à 18 ans et souhaite prioriser l'enseignement du génie, des technologies et des sciences de la santé au sein des établissements d'enseignement supérieur.

## Historique

### Fondation de la Coalition pour l'avenir du Québec
« Venus d’horizons variés et de familles politiques différentes, nous sommes toutefois animés par une conviction commune : le Québec peut et doit faire mieux. »

— Ouverture du Manifeste de la Coalition pour l'avenir du Québec
En septembre 2010, un groupe de personnalités québécoises influentes se rencontrent à la maison d'Outremont de l'ex-ministre péquiste et homme d'affaires François Legault pour discuter de la création d'un nouveau groupe politique. L'ébauche du manifeste commence à circuler dans les médias dès février 2011.
Le 21 février 2011, lors d'une conférence de presse tenue au Musée de la place Royale à Québec, François Legault annonce la création et publie le manifeste d'un nouveau groupe de réflexion politique nommé la Coalition pour l'avenir du Québec. Cet évènement suit de quelques jours la diffusion d'une vidéo sur la plateforme YouTube dans laquelle il exprime ses intentions aux côtés de l'homme d'affaires Charles Sirois, alors président du conseil de la banque CIBC. Si le mouvement se veut apolitique et non partisan, l'éventuelle création d'un parti politique n'est pas exclue par François Legault.
En plus de ces deux fondateurs, la Coalition pour l'avenir du Québec dévoile un manifeste signé par 10 autres personnalités : Bruno-Marie Béchard Marinier, Lionel Carmant, Jean Lamarre, Sylvie Lemaire, Michel Lemay, Chantal Longpré, Marie-Eve Proulx, Stéphanie Raymond-Bougie, Anie Samson et Jean-François Simard. Deux signataires, Joseph Facal et Christian Dufour, ont retiré leur signature avant la publication, par désaccord politique avec la version finale du manifeste.

#### Le manifeste
Le manifeste de la Coalition pour l'avenir du Québec décrit le Québec du début du millénaire comme une nation en « déclin tranquille » aux prises avec des problèmes de décrochage scolaire chez les jeunes hommes, moins de « richesse collective » que dans le reste de l'Amérique du Nord, des services publics « à bout de souffle » et des « difficultés croissantes d’insertion » pour les immigrants.
Pour réaliser un « redressement », la société québécoise doit retrouver «confiance en l'avenir et en [elle-même]». Pour ce faire, il faut délaisser les « façons de faire du passé » et «mettre en place des solutions mieux adaptées aux réalités d’aujourd’hui ». Parmi ces solutions, le manifeste nomme l'éducation comme sa priorité et souhaite la revalorisation de la profession d’enseignant, demande d'offrir de meilleurs salaires et corriger le « sous-financement des universités québécoises ». La coalition soulève aussi la question de l'importance de la Charte de la langue française, des sélections et formations « plus exigeantes » pour les enseignants et la décentralisation des décisions dans le système de santé. L'État doit être géré de façon plus « rigoureuse », les finances publiques doivent être assainies. Il faut aussi «établir un climat résolument favorable aux investissements privés » en passant en revue les « manières d’imposer les entreprises et les individus ». Le manifeste se termine en appelant aux «fédéralistes comme aux souverainistes» et « ceux pour qui ces étiquettes ne sont pas les plus déterminantes» de se rassembler autour des objectifs présentés dans le manifeste.

#### Réception
Pour les militants souverainistes, la création d'un mouvement politique qui défend le statu quo constitutionnel par un ex-ministre péquiste est accueillie avec déception et est critiquée pour son « défaitisme ». Au début de 2011, l'Action démocratique du Québec n'entend pas rejoindre un éventuel nouveau parti que François Legault pourrait créer et prétend que l'ADQ est le vrai moteur du changement au Québec.
Le manifeste est accueilli avec scepticisme par les syndicats de l'enseignement, dont la Fédération des syndicats d'enseignement, qui critique le bilan de François Legault comme ministre de l'Éducation de 1998 à 2002. Lors d'une conférence de presse commune le 12 avril 2011, la Fédération des comités de parents du Québec (FCPQ), la Centrale des syndicats du Québec (CSQ) et la Fédération des commissions scolaires du Québec (FCSQ) dénoncent les propositions de la CAQ en éducation en indiquant que ces dernières « vont créer plus de problèmes qu'elles ne vont en régler ».

### Négociation avec l'Action démocratique du Québec
Après la parution du manifeste, les opinions divergent à l’intérieur de l'ADQ sur une fusion potentielle avec le mouvement de Legault. Les réticences s'articulent sur deux axes : on réclame que le mouvement défende la place plus importante du secteur privé dans le milieu de la santé et l'abolition des commissions scolaires.
Le 14 novembre 2011, la « Coalition pour l'avenir du Québec » se transforme en parti politique. Elle lance sa plateforme dix jours plus tard, annonçant du même coup son changement de nom pour « Coalition avenir Québec ». Le parti annonce en plus des quatre priorités ci-dessus un cinquième point, la lutte à la corruption, par l'annonce de la création d'un poste de commissaire à l'intégrité de la vie publique. Elle réitère son engagement à « […] hausser le salaire des enseignants de 20 %, abolir les agences de santé et les commissions scolaires et rembourser la dette avec les redevances des ressources naturelles. »
Le 13 décembre 2011, la Coalition avenir Québec annonce son intention d'accueillir l'ensemble des membres d'un parti existant, l'Action démocratique du Québec.
Le 19 décembre 2011, alors que l'accord de fusion doit encore être ratifié par les militants de l'ADQ, quatre députés indépendants annoncent leur ralliement à la CAQ. Il s'agit d'Éric Caire et Marc Picard, ex-adéquistes et de Daniel Ratthé et Benoit Charette, ex-péquistes. Le 9 janvier 2012, François Rebello, un autre député péquiste, quitte son caucus, pour rejoindre la CAQ.
Le 23 janvier 2012, alors que l'intégration de l'ADQ est maintenant chose faite, François Legault annonce la formation du comité exécutif national de la nouvelle formation politique.

### Campagne électorale de 2012
Le 30 mars 2015, la Coalition avenir Québec a lancé une tournée régionale, menée par le député André Lamontagne, sur le thème « Cap sur nos régions » qui l'a mené dans le Bas-Saint-Laurent, en Gaspésie et sur la Côte-Nord. L'objectif visé est de proposer une vision pour les régions, assorti d’un plan de développement économique régional qui s’articulera autour de leurs besoins et de leur potentiel. Par la suite, la tournée s'est rendue en Abitibi, en Outaouais et en Mauricie. Le rapport Cap sur les régions doit être rendu public au printemps 2016. Il devrait servir de plate-forme à la CAQ en prévision de la campagne électorale prévue en 2018[réf. nécessaire].

### Élections générales québécoises de 2018
C'est sous le slogan « L'équipe du changement » que la Coalition avenir Québec va mener, en 2018, sa campagne électorale au Québec,.
Au soir de l'élection, la CAQ obtient 74 sièges sur 125. Concernant le vote populaire, les candidats caquistes rassemblent un total de 1 509 427 voix, soit plus de 37 % des suffrages exprimés. Ce score permet à son chef, François Legault, de former un gouvernement majoritaire dont il sera le premier ministre.

## Structure et fonctionnement

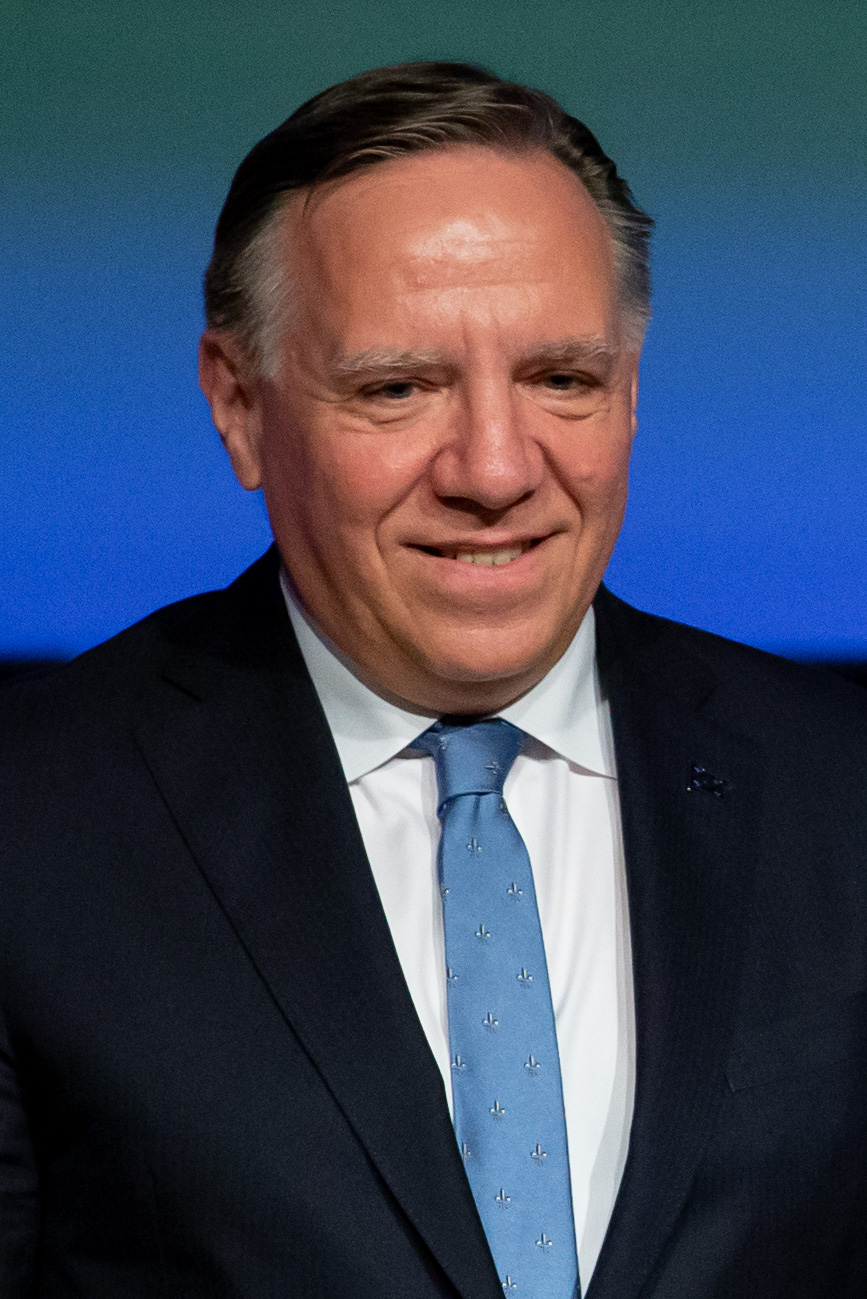
La constitution de la CAQ nomme François Legault comme chef de la CAQ « jusqu’au moment où la fonction de chef devient vacante ».

La structure de la Coalition avenir Québec est définie par sa constitution permanente. Selon celle-ci, François Legault est désigné en tant que chef du parti jusqu'à ce que cette fonction soit vacante. Comme chef, il occupe automatiquement un siège dans toutes les commissions et comités, avec le droit de vote dans chacun de ces instances.
Le Conseil exécutif national de la CAQ, composé de 11 membres, dirige le parti. Il inclut le chef François Legault, le président de la CAQ, élu au Congrès des membres, le secrétaire-trésorier, nommé par le chef, le représentant du caucus des députés, désigné par l’aile parlementaire, les 4 vice-présidents régionaux élus par les membres et les présidents des trois commissions permanentes du parti.
Les trois commissions permanentes du parti sont : 
- la Commission politique - qui prépare et propose le programme du parti.
- la Commission juridique - qui conseille les instances et rédige les règlements
- la Commission de la relève - qui regroupe les membres de moins de 30 ans

La Coalition avenir Québec organise un congrès tous les deux ans pour adopter les propositions visant à définir le programme politique ou nommer un président. En cas de vote de confiance où François Legault ne recueille pas la majorité, le congrès a le pouvoir de destituer le chef du parti.
Chaque année, un conseil général se réunit sur demande du Conseil exécutif central. Il est composé des membres du Conseil exécutif national, de quatre membres par Comité d’action local avec droit de vote, des membres des commissions permanentes, du caucus du parti à l’Assemblée nationale du Québec, des candidats officiellement nommés du parti, et des candidats de la dernière élection générale qui sont toujours membres de la CAQ.

### Instances locales
La CAQ établi un Comité d'action local (CAL) dans chaque circonscription électorale. Le Comité d'action local (CAL) est formé par des membres élus tous les deux ans lors de l'assemblée générale régulière de la circonscription. Tout membre en règle peut être candidat à un poste électif du CAL.

## Positionnements politiques

### Orientation politique
La Coalition avenir Québec est généralement identifiée en science politique comme un parti de centre-droit ou de droite, héritier de l'Action démocratique du Québec et rassemblant plusieurs personnalités du monde des affaires et personnalités auparavant affiliées au Parti conservateur du Canada. Le premier ministre François Legault a laissé entendre lors de la campagne électorale fédérale de 2021 que le Québec serait mieux servi par l’élection d’un gouvernement minoritaire conservateur au fédéral.
Entre 2012 et 2018, l'électorat de la CAQ s'est lui aussi positionné plus à droite que l'électorat des autres partis représentés à l'Assemblée nationale (PLQ, PQ, QS) sur le plan économique et identitaire.
La CAQ se serait « recentré » durant son premier mandat au pouvoir, en laissant de côté temporairement l'idée de baisses d’impôt pour les contribuables.

### Baisses d'impôt et taxes
Depuis sa fondation, la CAQ milite en faveur de la réduction des impôts et des taxes scolaires pour les contribuables.
En 2012, la CAQ proposait en campagne électorale de réduire de 1 000 $ le « fardeau fiscal de la classe moyenne », soit des familles ayant un revenu annuel de moins de 100 000 $.
Le groupe de travail appelé Cap sur nos familles et présidé par le député Christian Dubé a proposé, durant l'automne 2013, l'allégement du fardeau fiscal des familles de la classe moyenne. Le moyen proposé est l'abolition de la taxe santé et de la taxe scolaire, permettant de redonner en moyenne 1 000 $ par année aux familles. Dans son livre Cap sur un Québec gagnant, publié en 2013, François Legault propose de mettre en place une « Charte des contribuables », visant à limiter l'augmentation des taxes et des tarifs des différents organismes et sociétés d'état québécois, dans l'objectif d'augmenter le revenu disponible des ménages.

### Éducation, réduction des taxes scolaires et abolition des commissions scolaires
La Coalition avenir Québec met de l'avant une plateforme dédiée à l'éducation depuis sa création en tant que groupe de réflexion en février 2011. Cette plateforme évolue au fil du temps, notamment après la fusion avec l'Action démocratique du Québec et les élections générales québécoises qui suivent.
Le manifeste initial de la Coalition pour l'avenir du Québec, ainsi qu'un document spécifique sur l'éducation publié en avril 2011, mettent en lumière les fondements de cette plateforme. Ces documents reflètent les orientations et les idées clés du mouvement qui allait se transformer en parti politique. On y lit notamment que la CAQ souhaite remettre en question la sécurité d'emploi des enseignants, hausser les salaires de 20 % au primaire et au secondaire conditionnel à une évaluation biannuelle et à la réussite des élèves et faciliter l'admission des diplômés à la profession d'enseignant.
La coalition se prononce pour l'abolition des commissions scolaires. En 2013, la Coalition a recensé les augmentations de la taxe scolaire à travers le Québec afin de démontrer l'effet de l'abolition par le gouvernement Marois du programme de péréquation dans les commissions scolaires. La Coalition avait mis sur pied un site web, taxescolaire.com, qui permettait aux citoyens de faire état de la hausse dans leur quartier. Le gouvernement Marois a donc annoncé un remboursement de 100 millions de dollars sur deux ans pour pallier ces hausses.

### Développement économique
Dans le livre « Cap sur un Québec gagnant », François Legault met de l'avant le Projet Saint-Laurent, un regroupement de zones d'innovation (une dizaine au départ) le long du fleuve Saint-Laurent, sur le modèle de la Silicon Valley. Son objectif est d'attirer des investissements qui permettront de développer l’économie du savoir.

### Environnement
En 2021, le gouvernement de la CAQ a définitivement fermé la porte à l'exploitation gazière et pétrolière sur le territoire du Québec citant l'objectif d'atteindre la carboneutralité avant 2050. Certains de ses candidats ont ainsi ouvertement exprimé des opinions climatosceptiques.

### Gouvernance et services publics
La coalition se prononce pour l'augmentation des droits de scolarité et l’augmentation la rémunération des enseignants à condition qu'ils soient « évalués deux fois par année en fonction du taux de réussite de leurs élèves – mesuré chaque année par des examens ministériels – et de la satisfaction des parents ».
Certaines personnalités de la CAQ se sont exprimées en faveur des garderies non subventionnées.

### Réforme démocratique et lutte contre la corruption
Le 6 avril 2009, alors qu'elle était chef par intérim de l'Action démocratique du Québec, la députée Sylvie Roy a été parmi les premières personnalités politiques québécoises à réclamer la tenue d'une commission d'enquête sur la construction. Finalement, ce n'est que le 19 octobre 2011, deux ans plus tard, qu'est créé la Commission Charbonneau. En juin 2013, le parti, par l'entremise de son porte-parole en matière de Justice, le député Jacques Duchesneau, a demandé au gouvernement d'obliger les entreprises ayant avoué leurs torts devant la Commission Charbonneau à rembourser ces sommes aux contribuables. Le parti a lancé la pétition Remboursez-nous et a déposé 26 754 signatures au bureau de la première ministre. Cependant, cette pétition violait les règles de l'Assemblée nationale et ne pouvait pas y être reçue. Le 23 septembre 2014, le député Marc Picard a présenté un projet de loi visant la protection des dénonciateurs afin de permettre aux lanceurs d‘alerte d’effectuer leur dénonciation dans un environnement sécuritaire.
Le 4 décembre 2014, le député Benoit Charette a présenté le projet de loi 393 visant à la mise en place d’un processus prévoyant la consultation de membres de l’Assemblée nationale lors de nominations à certains emplois supérieurs. Ce projet de loi propose que l’Assemblée nationale nomme, avec l’approbation des deux tiers de ses membres, le président, le président-directeur général ou le directeur général de certains organismes publics. Il mentionne qu’aucune allocation de transition ou indemnité de départ n’est versée à une personne qui démissionne ou qui accepte une charge publique ou un emploi dans la fonction publique. Finalement, le projet de loi vise à uniformiser la situation des juges administratifs, en uniformisant les compétences nécessaires et en prévoyant un mandat de quatre ans, renouvelable pour un seul mandat.

### Réforme démocratique
Le 27 avril 2015, la Commission politique de la Coalition avenir Québec a présenté aux membres du parti une réforme portant sur les institutions démocratiques qui propose des changements au mode de scrutin présent au Québec. En priorisant trois volets, la représentativité, la participation citoyenne ainsi que la transparence et l'efficacité, la Commission politique propose des élections à date fixe, un mode de scrutin proportionnel mixte, une réforme de la période de questions à l'Assemblée nationale, une restriction sur les sondages en campagne électorale, l'introduction d'un Directeur parlementaire du Budget, le vote électronique, le suivi accru des pétitions et d'une procédure de révocation d'un député. Cette proposition sera soumise aux membres du parti lors d'un Conseil national de l’automne 2015.

### Nationalisme et autonomie
Le parti est une coalition de nationalistes provenant de tous les horizons politiques (PLQ, PLC, ex-ADQ, PQ…).
Lors de sa fondation, la CAQ a décidé de mettre de côté les débats sur l'avenir constitutionnel du Québec parce qu'elle considère qu'il y a des priorités beaucoup plus urgentes pour le Québec, comme la santé, l'éducation et le développement économique. La CAQ s'est ensuite présentée comme étant un parti « nationaliste », ce qui la placerait dans une position intermédiaire entre le Parti québécois, souverainiste, et le Parti libéral du Québec, fédéraliste. À la suite du congrès 2014, François Legault a prononcé un discours sur le « nationalisme d'ouverture », campant sa position sur trois positions : l'économie, la langue et l'immigration. À ce moment, il a souhaité que les entreprises fédérales soient soumises à la loi 101 et que le Québec rapatrie la compétence constitutionnelle en matière d'immigration.
En septembre 2015, la CAQ demanda aux partis fédéraux alors en campagne électorale d'accorder au gouvernement du Québec tous les pouvoirs concernant l'immigration, la langue et l'imposition, ainsi qu'un partage équitable du financement fédéral en santé. Par ailleurs, le chef de la CAQ a indiqué qu'il souhaitait en venir à une entente avec le gouvernement fédéral répondant au minimum à ce qui était accordé par l'Accord du lac Meech. François Legault a promis par ailleurs qu'une entente répondant à ces exigences serait ensuite soumise à référendum pour être approuvée par le peuple québécois.

### Immigration
Le parti propose également des mesures visant à encourager la hausse des naissances. Pour François Legault, il s'agit d'une proposition pour régler le problème démographique autrement que par l'immigration.
La CAQ préconise une réduction de 20 % du seuil d'immigration au Québec, ce qui correspond environ à 10 000 immigrants de moins annuellement. Selon le chef, François Legault, il s’agit d’une mesure responsable et nécessaire pour assurer une intégration réussie des nouveaux arrivants à la société québécoise.
Le 16 mars 2015, François Legault et le député Simon Jolin-Barrette ont proposé un nouveau pacte avec les immigrants. Leur proposition est bâtie autour du principe de la responsabilité partagée entre les immigrants et la société d’accueil, notamment avec la création d’un certificat d’accompagnement transitoire visant l'évaluation des connaissances en français, de l’histoire du Québec et des valeurs de la société québécoise et la démarche qu’ils ont entreprise vers l'obtention d'un emploi. François Legault a ensuite annoncé que son parti souhaite que le Québec se dote d’une loi sur l’interculturalisme et les programmes qui existent présentement bénéficient de plus de ressources.
En 2019, première année complète sous un gouvernement caquiste, l'immigration au Québec fut réduite d'environ 20 %, passant de 52 400 et 51 118 en 2017 et 2018, à environ 40 000 pour l'année 2019.
La CAQ a considérablement durci les conditions d'entrée de travailleurs et d'étudiants étrangers en réformant le Programme d'expérience québécoise (PEQ), le 22 juillet 2020. Cette réforme, annoncée depuis octobre 2019, fut finalement présentée par la nouvelle ministre de l'immigration, Nadine Girault, comme une version assouplie, cherchant ainsi à répondre à plusieurs critiques la jugeant trop sévère. Cette nouvelle version de la réforme omet pourtant d'honorer la promesse du premier ministre Legault, faite en chambre le 7 novembre 2019, d'accorder un droit acquis à tous les travailleurs et étudiants venus au Québec avant l'application de la réforme. La « nouvelle mouture » du plan d'action, en effet, n'accorde de droits acquis qu'aux travailleurs déjà inscrits avant la date de tombée. La ministre Girault ne s'en est jamais expliquée ; des opposants ont estimé que ces assouplissements n'étaient que « poudre aux yeux ». Les universités québécoises se sont un temps mobilisées en réaction à cette omission grave qui laisse des centaines d'étudiants dans l'incertitude la plus complète, relativement aux conditions nettement plus favorables de l'ancien PEQ sous lesquelles et peut-être aussi pour lesquelles ils étaient venus s'engager dans des études et dans la vie québécoise, mais sans résultat. En plein confinement estival dû à la crise sanitaire causée par la Covid-19, les quelques manifestations d'étudiants et de travailleurs étrangers contre la réforme du PEQ, dans la lignée du mouvement « Le Québec, c'est nous aussi »,, sont presque passées inaperçues de l'opinion publique. La Fédération des chambres de commerce du Québec, quoique favorable à une modification des conditions de l'immigration, avait même remis en cause le moment choisi pour engager une telle réforme.

#### Crise dans le regroupement familial: augmentation des délais d'attente au Québec
La politique de regroupement familial adoptée par le gouvernement du parti Coalition avenir Québec (CAQ) fait l'objet de critiques croissantes en raison de délais excessivement longs pour le traitement des dossiers d'immigration. Les retards ont significativement augmenté, atteignant une attente de près de trois ans, une durée qui se situe bien au-delà de la moyenne nationale canadienne, où les délais pour des démarches similaires avoisinent les 13 mois.
La mise en lumière des données disponibles renforce cette critique : à la fin de l'année 2023, le Québec avait déjà presque atteint le plafond maximal d'admissions pour l'année, s'approchant des 10 600 admissions planifiées pour le regroupement familial, malgré un arriéré de près de 37 000 dossiers pré-approuvés. Cela a conduit à un engorgement du système et à une augmentation constante du nombre de familles en attente de réunification.
L'impact humain de ces politiques est de plus en plus évident, avec des récits faisant état de familles séparées pendant des années en raison de ces retards. Le sentiment de trahison exprimé par certains résidents du Québec qui subissent ces délais va à l'encontre de l'engagement de la CAQ à favoriser l'intégration et la cohésion sociale au sein de la province. En outre, le manque de flexibilité dans les quotas établis par le gouvernement provincial est perçu comme une entrave à l'action du gouvernement fédéral, qui se trouve limité dans sa capacité à accélérer les procédures de regroupement familial.
Face à cette situation, des voix s'élèvent pour réclamer une révision urgente des politiques migratoires du Québec, avec un appel à une meilleure coordination avec les autorités fédérales pour réduire les délais et à une gestion plus humaine et réactive des demandes d'immigration. La politique de regroupement familial de la CAQ est donc perçue comme un échec par ses détracteurs, non seulement en termes d'efficacité administrative mais également en ce qui concerne la capacité du parti à protéger et à promouvoir les valeurs fondamentales de la société québécoise.
Selon les données fournies par le Journal de Montréal en juillet 2023, environ 37 000 demandes de parrainage précédemment approuvées par le Québec étaient en attente de traitement. Ce chiffre contraste avec un objectif d'admission annuelle d'environ 10 600 personnes.

### Laïcité de l'État
En septembre 2018, en campagne électorale, la CAQ indique sur son site internet vouloir « [interdir] le port de signes religieux au personnel en position d’autorité, ce qui inclut les enseignants ». Cette position est réitérée lors du discours inaugural du premier ministre François Legault à l'Assemblée nationale le 28 novembre 2018. La volonté de la CAQ étant de mener à terme « un débat qui dure depuis de nombreuses années dans la société québécoise ».
La CAQ est connue pour ses positions marquées concernant la laïcité, particulièrement grâce à la Loi sur la laïcité de l'État, souvent surnommée « loi 21 ». Elle reprend les idées de la Charte des valeurs du gouvernement Pauline Marois, en obligeant les travailleurs de l'État à travailler à visage découvert. Les citoyens sont aussi obligés de se présenter à visage découvert pour des démarches nécessitant la vérification de leur identité, comme le vote. Cette portion de la loi vise alors particulièrement les vêtements religieux comme le niqab ou la burqa. Les fonctionnaires en position d'autorité, tels que les enseignants, les policiers ou les juges, sont aussi interdits de porter tout signe religieux.
La loi 21 a donc attisé les passions, en particulier via la façon dont elle cible l'Islam, et le contexte politique dans lequel elle est apparue. Tout au long de son élaboration, l'exemple des femmes portant le voile et voulant travailler pour L'État a été soulevé. Par exemple, Sondos Lamrhari, une étudiante en techniques policières portant le hijab, s'est exprimée à multiple reprises dans les médias pour défendre sa cause. Malgré son désir de travailler pour les corps policiers de Laval ou Montréal, elle s'est finalement vu contrainte de postuler dans une institution en dehors de l'autorité du Québec, comme la Gendarmerie royale du Canada.
De nombreux groupes s'y sont opposé, comme la Ligue des droits et libertés, jugeant que la loi « […] repose sur l'idée selon laquelle il est légitime de sacrifier les droits de minorités […] » et « viole la Charte des droits et libertés de la personne ». La CSQ et la FAE, deux grands syndicats d'enseignants québécois, l'ont aussi vivement critiqué, la présidente du premier jugeant que la loi serait négative pour le recrutement de nouveaux enseignants, et celui du deuxième, comme une « attaque à l'État de droit ».
La phrase « Au Québec, c'est comme ça qu'on vit », lancée à la conclusion d'une vidéo par François Legault en mars 2019, a cristallisé l'approche que la CAQ a utilisé pour communiquer sur le projet de loi, en restant dans la mémoire collective bien après son adoption. Elle a notamment été réutilisée comme titre éponyme à un ouvrage de Francine Pelletier, stipulant que le nationalisme québécois s'est peu à peu renfermé à partir de 2007 pour devenir plus conservateur.
La longue histoire de la laïcité au Québec, pierre angulaire de la Révolution tranquille, est inextricablement liée au Québec moderne et à son identité, en étant même codifiée dans la Charte des droits et libertés de la personne. Ainsi, la façon dont un groupe aborde la laïcité informe par conséquent sa façon de voir le nationalisme et l'identité québécoise.

## Principales réalisations
Le Québec, sous la gouvernance de la CAQ, s'est doté de quelques lois et mesures marquantes, parmi lesquelles :
- la Loi sur la laïcité de l'État (2019) ;
- la Loi sur les tarifs d'électricité (2019) ;
- l'abolition des commissions scolaires francophones et la création des centres de services scolaire (2020) ;
- durcissement des politiques provinciales en matière d'immigration, notamment à travers la réforme du Programme d'expérience québécoise (PEQ) (2020) et l'abandon raisonné du traitement de 18 000 dossiers d'immigration en attente[78] (2019 et suivant) ;
- Refus de reconnaître le racisme systémique. (2020)
- création d'un tribunal spécialisé en violences sexuelle et conjugale (2021)[79] ;
- la Loi sur la langue officielle et commune du Québec, le français (2021).
- Création d'un cours de citoyenneté pour remplacer le cours d'Éthique et culture religieuse au primaire et secondaire (2022).
- Annonce d'une immigration entièrement francophone d'ici 2026 (2022)[80].
- La création d'une péréquation universitaire visant à réduire les inégalités entre universités anglophones et francophones (2023)[81].
- Obtention de la part du gouvernement Trudeau de la fermeture du chemin Roxham, l'entrée au pays des demandeurs d'asile se faisant par l'aéroport[82] (2023).
- Interdiction des salles de prières dans les écoles[83] (2023).
- Création d'une filière batterie au Québec (2023).
- Accord avec le gouvernement fédéral sur le projet de loi c-13, qui applique certains éléments de la charte de la langue française aux entreprises à charte fédérale[84] (2023).
- Annonce de l'intention de légiférer pour augmenter la visibilité du contenu en français en ligne (2024)[85].
- Réforme de l'affichage en français qui oblige les entreprises à donner deux tiers de leur affichage en français[86].

## Députés
Il y a actuellement 86 députés représentant la Coalition avenir Québec à l'Assemblée nationale du Québec.

## Résultats électoraux
| Élections | Chef             | Sièges                                   | Sièges         | Sièges | Voix      | Voix  | Voix | Voix         | Slogan                           |
| Élections | Chef             | Candidats / Circonscriptions en élection | Sièges obtenus | +/-    | Votes     | %     | +/-  | Gouvernement | Slogan                           |
| --------- | ---------------- | ---------------------------------------- | -------------- | ------ | --------- | ----- | ---- | ------------ | -------------------------------- |
| 2012      | François Legault | 125 / 125                                | 19 / 125       | 19     | 1 180 235 | 27,05 | 3e   | Opposition   | C'est assez, faut que ça change! |
| 2014      | François Legault | 122 / 125                                | 22 / 125       | 3      | 975 607   | 23,05 | 3e   | Opposition   | On se donne Legault              |
| 2018      | François Legault | 125 / 125                                | 74 / 125       | 52     | 1 509 455 | 37,42 | 1er  | Legault      | Maintenant.                      |
| 2022      | François Legault | 125 / 125                                | 90 / 125       | 16     | 1 685 573 | 40,98 | 1er  | Legault      | Continuons                       |

## Identité visuelle (logotype)
Le 5 novembre 2015, Radio-Canada annonce qu'une nouvelle version du logo adopté en 2012, cette fois entièrement bleue, deviendra le logo officiel de la CAQ. L'objectif est de permettre à la Coalition avenir Québec d'affirmer son visage « nationaliste ».

Logo utilisé en 2011
Logo de 2012 à 2015
Logo depuis 2015.